# 스벤 피셔 (바이애슬론 선수)
스벤 피셔(독일어: Sven Fischer, 1971년 4월 16일~)는 독일의 전직 바이애슬론 선수이다. 올림픽에 4회 참가하여 금메달 4개, 은메달 2개, 동메달 2개를 획득했다. 또한 세계 선수권 대회에서 금메달 7개, 은메달 6개, 동메달 7개를 획득했으며, 바이애슬론 월드컵에서 종합 우승 2회를 차지했다.

## 같이 보기
- 올림픽 다관왕 목록